# 帕雷苏蒙福尔
帕雷苏蒙福尔（法語：Parey-sous-Montfort，法語發音：[paʁɛ su mɔ̃fɔʁ] ⓘ）是法国大东部大区孚日省的一个市镇，属于讷沙托区。

## 地理
帕雷苏蒙福尔（48°15'6"N, 5°56'39"E）面积7.04 平方千米，位于法国大東部大區孚日省，该省份为法国东北部内陆省份，北起默兹省和默尔特-摩泽尔省，西接上马恩省，南至上索恩省和贝尔福地区省，东临上莱茵省和下莱茵省。
与帕雷苏蒙福尔接壤的市镇（或旧市镇、城区）包括：韦尔河畔贝尔蒙、栋于连、热姆兰库尔、圣勒米蒙、泰苏蒙福尔、维泰勒、诺鲁瓦。

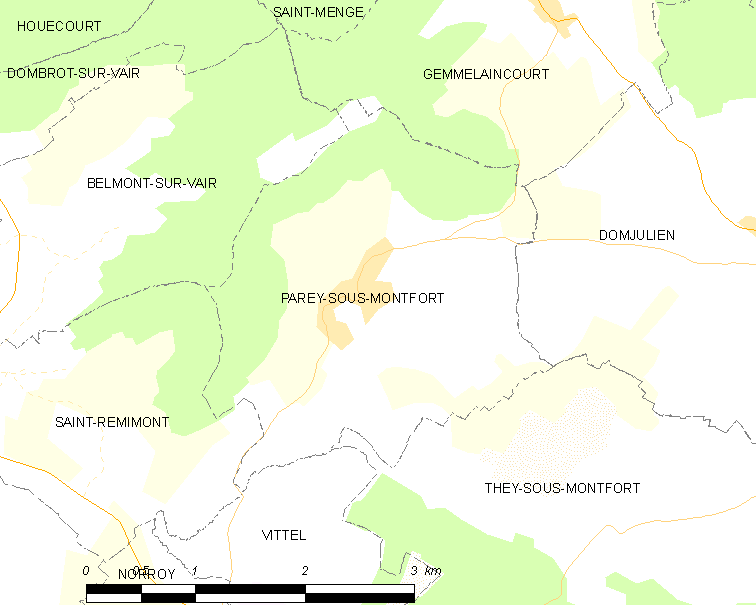
帕雷苏蒙福尔的OSM定位图

帕雷苏蒙福尔的时区为UTC+01:00、UTC+02:00（夏令时）。

## 行政
帕雷苏蒙福尔的邮政编码为88800，INSEE市镇编码为88343。

## 政治
帕雷苏蒙福尔所属的省级选区为维泰勒县。

## 人口

1962-2008年间帕雷苏蒙福尔人口变化图示

帕雷苏蒙福尔于2022年1月1日时的人口数量为172人。